# Lannen
Lannen är en ort i Luxemburg.   Den ligger i distriktet Diekirch, i den västra delen av landet, 29 kilometer nordväst om huvudstaden Luxemburg. Lannen ligger 346 meter över havet och antalet invånare är 113.
Terrängen runt Lannen är huvudsakligen platt, men den allra närmaste omgivningen är kuperad.  Närmaste större samhälle är Mersch, 19,6 kilometer öster om Lannen. 
Omgivningarna runt Lannen är en mosaik av jordbruksmark och naturlig växtlighet. Runt Lannen är det ganska tätbefolkat, med 129 invånare per kvadratkilometer.